# Heilig

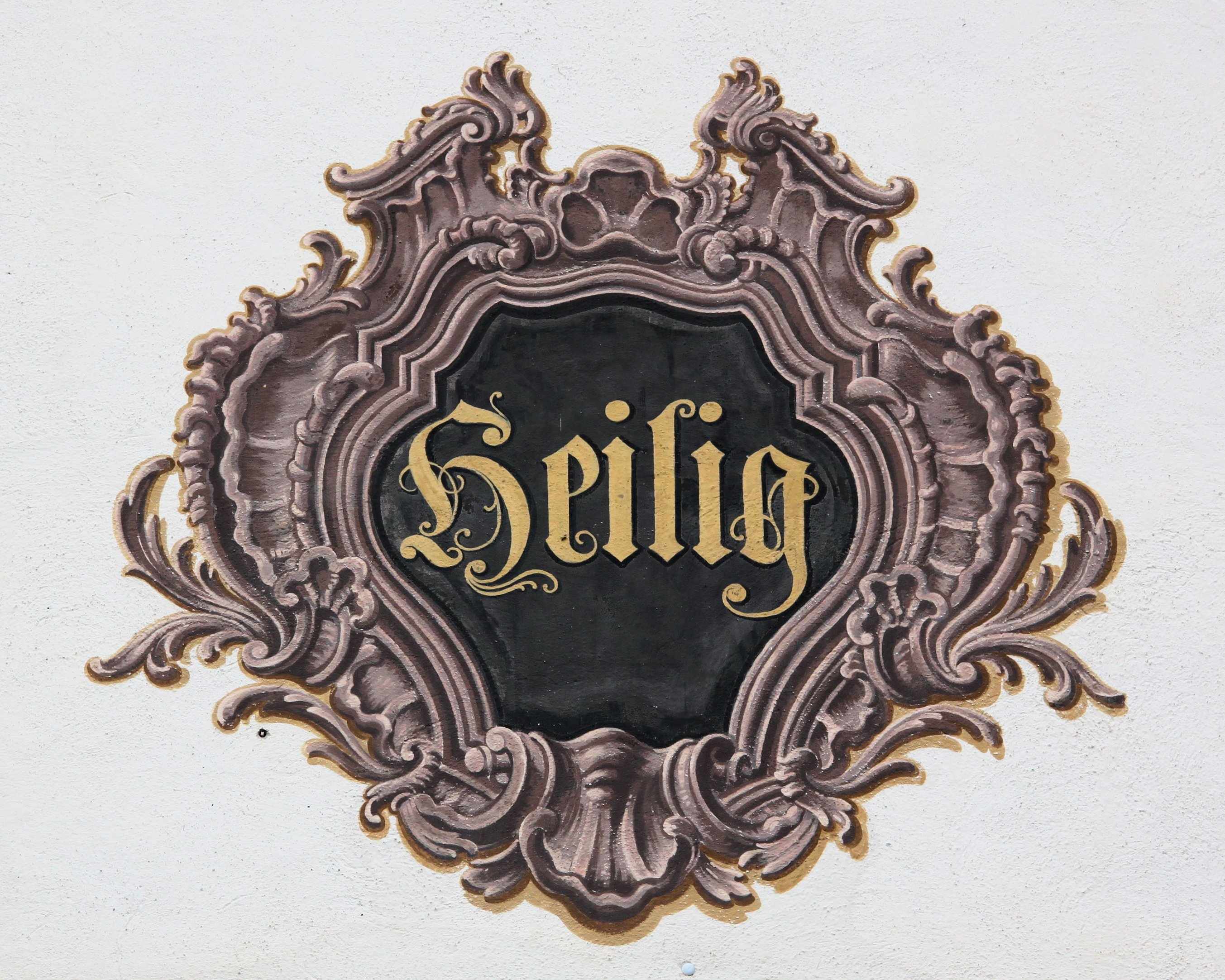
Vignette über dem Seiteneingang der Basilika von Kloster Ottobeuren

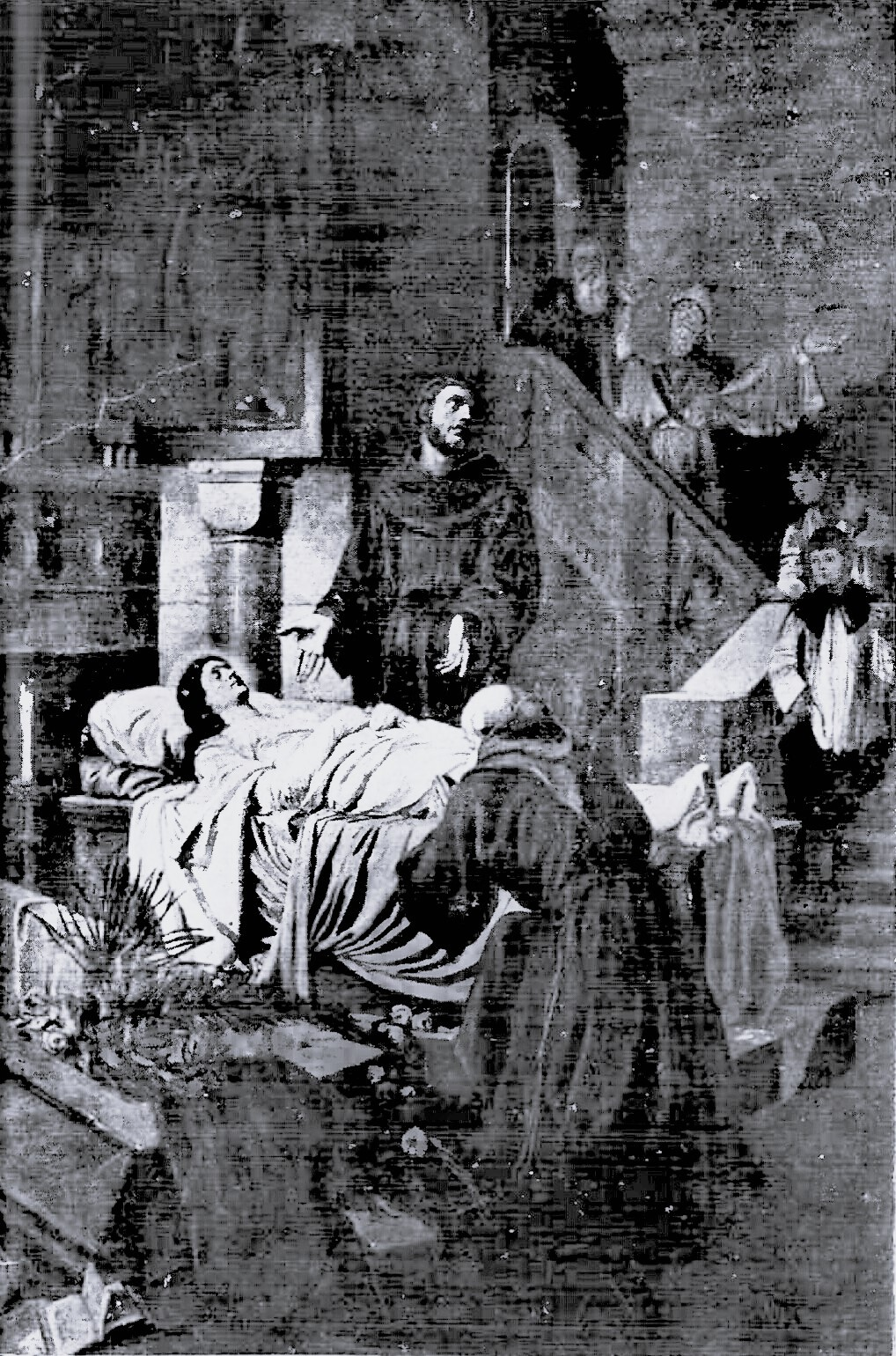
Wunderbare Auffindung der Leiche einer Heiligen

Heilig ist ein religiöser Ausdruck, der eine Person, einen Gegenstand oder einen Begriff einer Sphäre des Göttlichen, Vollkommenen oder Absoluten zuordnet: So etwa bei dem Heiligen Geist, heiligen Schriften, den Heiligen, heiligen Orten – zum Beispiel Bergen, Hainen oder Flüssen – oder heiligen Gegenständen, Tieren, Pflanzen – beispielsweise heilige Bäume – bis hin zu Begriffen wie Mantras oder heiligen Zahlen.
Heilig geht auf althochdeutsch heilag zurück, was möglicherweise einen Ursprung im altnordischen hei lagr mit der Ausgangsbedeutung „eigen“, „Eigentum“ hat oder von althochdeutsch Heil „Zauber“, „Günstiges Vorzeichen“, „Glück“ oder heil „gesund“, „unversehrt“, „gerettet“ kommt.
Teilweise gleichbedeutend zu dem stark christlich geprägten Begriff wird – unter anderem in wissenschaftlicher Literatur und im Duden – das Fremdwort sakral (von lateinisch sacer „heilig“, „göttlich“, „geweiht“) gebraucht, auch als Gegensatz zu profan (weltlich).

## Allgemeines
„Das Heilige“ wurde laut Rudolf Otto im 20. Jahrhundert zu einem Element, um den „wahren Gegenstand“ der Religionswissenschaft zu bestimmen. Die Erfahrung des Heiligen bezeichnet er als mysterium tremendum und mysterium fascinans. So sei es zum bestimmenden Element von Religion und zum zentralen Gegenstand der Religionswissenschaft geworden. Burkhard Gladigow zufolge orientiert sich dieser Begriff des Heiligen weitestgehend an jüdisch-christlichen Kategorien des Transzendenten. Er sei daher nicht geeignet, als universale Kategorie der Religionsgeschichte zu dienen, denn der latente monotheistische Hintergrund versperre den Zugang zu den polytheistischen Religionen. Sigmund Freud charakterisierte den Begriff als Oppositionswort, d. h. als einen der Zweideutigkeit bzw. der Ambivalenz von Affektivität unterliegenden Begriff, da er in bestimmten Sinnverbindungen – wie etwa in „heilige Einfalt“ (herablassend für „weltfremde Leichtgläubigkeit“) – auch genau das Gegenteil bedeuten kann.
Manche Stätten, Gebäude, Bäume oder Berge werden als „heilige Orte“ bezeichnet, besonders in animistischen Religionen; aber auch im Christentum und im Islam sowie im Hinduismus und Buddhismus, etwa wenn ein „Heiliger“ (Vollkommener) dort gewirkt hat. Häufig wurden auch Tempel, Kirchen und Moscheen an der Stelle von ehemals heidnischen Heiligtümern errichtet. Schriftreligionen verehren Heilige Schriften – im Christentum die Bibel, im Islam den Koran, im Judentum die Tora.

„Für das Heilige sind Absonderung vom Profanen und unbedingter Verpflichtungscharakter typisch, weil es der Ort kollektiver Identitätsdefinition ist.“

Es lassen sich drei Arten religiöser Weltanschauungen unterscheiden, die den Gegensatz von heilig und profan je unterschiedlich auffassen:
- Kosmische Weltanschauungen sehen die Welt als letzte Wirklichkeit an, somit gibt es nichts Heiliges außerhalb dieser Welt und keinen Unterschied zwischen heilig und profan (vgl. buddhistisch: saṃsāra ist nirvāṇa).
- Akosmische Weltanschauungen sehen das Göttliche außerhalb dieser Welt. Das diesseitig Heilige im profanen Bereich ist immer eine abgeleitete Heiligkeit, die das jeweilige Heilige repräsentiert. Die Profanität der Welt wird negativ als Schattenexistenz oder Unreinheit qualifiziert (vgl. Platonismus und Hindu-Schulen).
- Theistische Weltanschauungen akzentuieren die Heiligkeit des Schöpfers in Verbindung zum Anderssein und der Gerechtigkeit. Die Profanität der Welt deutet auf kreatürliche Kontingenz und unheiliges Streben der Mächte hin.

## In den Heiligen Schriften
Etwas Heiliges gilt als Eigentum Gottes und ist ihm geweiht.

### Hebräische Bibel
Gemäß priesterlichem System existieren vier mögliche Zustände für Personen und Gegenstände: heilig, profan, rein und unrein. Dabei kann Reines heilig oder profan sein und Profanes rein oder unrein. Lediglich das Heilige und das Unreine schließen einander aus. Beides sind dynamische Begriffe. Der Vorgang, etwas Profanes in den Bereich des Heiligen zu bringen, wird mit dem Begriff „Heiligung“ beschrieben. Er wird ausschließlich durch die Wurzel קדשׁ qdš ausgedrückt, die vermutlich schon immer den Zustand oder die Eigenschaft der Heiligkeit zum Ausdruck brachte.
Für die Wuzel קדשׁ qdš liegen im AT folgende Bildungen vor:
- Qal: kultische Heiligkeit; Perfekt: Zustand des Heiligseins, Imperfekt: das Heiligwerden
- Pi'el: Herbeiführung des Heiligseins (faktitiv); seltener: ästimativ und deklarativ
- Pu'al: Heilig gemacht werden (Passiv zum Pi'el)
- Hitpa'el: sich als heilig erweisen Gottes (vgl. Niph'al) und sich heiligen von Menschen (reflexiv)
- Hiph'il: Weihe (Gott als Empfänger); weihen, als heilig anerkennen (faktitiv)
- Abstraktum קֹדֶשׁ qōdæš: Heiliges, Heiligkeit, auch speziell das Heiligtum
- Adjektiv קָדוֹשׁ qādōš: heilig
- Nominalbildung מִקְדָּשׁ miqdåš: Heiligtum, Kultstätte

Auffällig ist, dass die LXX die Wurzel קדשׁ qdš für gewöhnlich mit ἅγιος hágios wiedergibt, während nur zweimal ἰερός hierós verwendet wird. Dies ist vermutlich auf die heidnisch-kultische Prägung der im hellenistischen Griechisch weitaus häufigeren Vokabel ἰερός hierós zurückzuführen.
Die Heiligkeit JHWHs lässt sich im AT nach verschiedenen Seiten hin umschreiben. Die ehrfurchtsgebietende Heiligkeit führt zur Frage, wer vor diesem heiligen Gott bestehen kann. In diesem Zusammenhang findet sich der vermutlich älteste Beleg für die Bezeichnung JHWHs als קָדוֹשׁ qādōš (1 Sam 6,20 , vgl. Ex 15,11  u. ö.). Insbesondere die Theologie Jesajas prägt die Heiligkeit als majestätische Übermacht und Reinheit. Diese Erfahrung führt zur Anerkennung der eigenen Fehlbarkeit. Den Namen „Heiliger Israels“ verbindet Jesaja vorwiegend mit dem Gerichtsgedanken, wohingegen Deutero- und Tritojesaja die Heiligkeit Gottes mit seinem Heilswillen verknüpfen. Bei Ezechiel wird die Heiligkeit Gottes durch seine Größe, Kraft und Macht bestimmt, mit der er sein Volk beschützt und rettet.
Auch die himmlischen Wesen werden als Heilige bezeichnet, da sie zur Sphäre Gottes gehören. Sie bilden den göttlichen Hofstaat und begleiten sein Erscheinen. Seltener werden auch Menschen als Heilige bezeichnet. Dies steht meistens in Zusammenhang mit einer besonderen Erwählung oder Weihe.
Wiederholt wird das Volk Israel heilig genannt. Die Erwählung Gottes ist dabei nicht in einer Leistung, sondern in Gottes Liebe begründet. Diese Aussagen kommen jedoch selten vor. Insbesondere im Heiligkeitsgesetz Lev 17–26  ergeht die Aufforderung an Israel, heilig zu werden. Der Grund dafür liegt in der Heiligkeit Gottes und der Erwählung zu seinem Eigentumsvolk. Gleichzeitig besteht die Möglichkeit, dass Israel durch sein Verhalten das Gegenteil bewirkt.
Es bestehen drei Formen der Heiligung:
- Heiligung von Zeit: u. a. Sabbat, Jobeljahr (vgl. Gen 2,3 EU u. ö.)
- Heiligung von Raum: Land Kanaan, Orte der Theophanie (vgl. Ex 15,3 EU u. ö.)
- Heiligung von Personen: Priester, Nasiräer (vgl. Ex 30,23–32 EU u. ö.)
- Heiligung von Dingen: Heiligtum, Gaben (vgl. Neh 10,37 EU u. ö.)

### Neues Testament
Im Neuen Testament ist weder „Heiligkeit“ noch „Heiligung“ ein zentrales Thema. Der Begriff wahrt durch kultische und ethische Einflüsse eine gewisse Nähe zu den Themenkomplexen Frömmigkeit, Keuschheit/Lauterkeit und Reinheit, geht jedoch nicht in diesen auf. In Entsprechung zur Marginalität des Themas wird ἅγιος hágios „heilig“ bis zur Synonymität an ὅσιος hósios „fromm, gottgefällig“ und ἁγνός hagnós „rein“ herangerückt.
Im griechischen Text wird in der Regel die Vokabel ἅγιος hágios (vereinzelt ἁγιότης hagiótēs bzw. ἁγιωσύνη hagiōsýnē „Heiligkeit“) verwendet. Trotz der Nachwirkung alttestamentlicher und frühjüdischer Tradition lässt sich eine Neuakzentuierung erkennen: Obwohl Gott der Heilige ist, wird ἅγιος hágios selten auf ihn bezogen. Vielmehr beschreibt es das, was von ihm ausgeht bzw. zu ihm gehört, in erster Linie den Heiligen Geist, auch Gottes Heilsgaben, die Christen und ihren angemessenen Wandel, gelegentlich Christus selbst. Auch ἁγιάζω hagiázō „heiligen“ und ἁγιασμός hagiasmós „Heiligung“ weisen diese Zusammenhänge auf, stellen jedoch den paränetischen Aspekt in den Vordergrund. Heiligkeit und Heiligung sind dabei untrennbar verbunden.
Die Vokabel ἰερός hierós wird wie bereits in der LXX nur äußerst selten verwendet, die Kultwörter ἀρχιερεύς archiereús „Hohepriester“, ἱερεύς hireús „Priester“ und ἱερόν ierón „Heiligtum“ jedoch häufiger. Vergleicht man den neutestamentlichen Befund mit Josephus, ist auch das Vorkommen der Kultbegriffe sehr gering. Außerdem erscheint ihre Bedeutung durch die Kultkritik und den metaphorischen Gebrauch doppelt gebrochen.
Im NT findet sich eine eschatologische Spannung zwischen verschiedenen Heiligkeitsbegriffen:
- Die theologische, unweltliche Schöpfer-Heiligkeit. Wiederholt wird „heilig“ als religiöse Kategorie verwendet, die nur teilweise an das AT und jüdische Pseudepigrapha anknüpft. Ebenso werden antike, insb. jüdische Heiligkeitsaussagen und -vorstellungen unbefangen übernommen. Vor allem die Heiligkeit Gottes und seines Namens spielt eine große Rolle und wird auch dort vorausgesetzt, wo sie nicht explizit Erwähnung findet. Dies zeigt sich insbesondere in der Bezeichnung des Heiligen Geistes und der Übertragung der Heiligkeit JHWHs auf Christus. Wird Jesus als durch den Heiligen Geist geheiligter Gottessohn par excellence verkündet, kann er als Weisheit, Gerechtigkeit, Heiligung und Erlösung der Glaubenden bezeichnet werden.[16]
- Die pneumatologisch bzw. christologisch geoffenbarte Heiligung als Indikativ anthropologischer Heiligkeit. Entscheidend für die pneumatologisch bzw. christologisch geoffenbarte Heiligung ist das neue Gottesverhältnis, das den Glaubenden zugutekommt. Es ist im Wirken des Heiligen Geistes erfahrbar und in Christus begründet (2 Thess 2,13 EU u. ö.). Dadurch wird die Grenze zwischen heilig und profan relativiert. Glaubende werden als „berufene Heilige“ bezeichnet (Röm 1,7 EU u. ö.), was sie inmitten des Profanen in ihrer eigentlichen Identität und vor jeder ethischen Entsprechung als von und für Gott ausgesondert umschreibt.[16][17]
- Die soteriologische Gnaden-Heiligkeit als Imperativ geschöpflicher Heiligung im Glauben.[16] Die in den Bereich des Profanen übergreifende Heiligkeit verpflichtet die Glaubenden, diese in der Welt und in Verbundenheit der Heiligen untereinander auszuleben.[17] Das Paradox weltlicher Heiligkeit (simul sanctus et profanus) wird von der paulinischen Einsicht erfasst, dass die Rechtfertigung der Gottlosen gleichzeitig ihre Heiligung ist. Diese ist von größter theologischer Bedeutung, da durch sie indikativische Heiligkeit und imperativische Heiligung richtig erfasst werden.[16]

Das NT offenbart die Heiligkeit als gegenwärtige Gabe, die kollektiv und individuell das Priestertum aller Gläubigen begründet. An die Stelle des Tempels tritt die ökumenische Kirche aus Heiden und Juden als heiliger Ort der anrufbaren Präsenz Gottes. Die Kirche ist durch den Geist Gottes heilig. In den sogenannten Mischehen heiligt der christliche Partner den heidnischen und auch ihre Kinder sind heilig, also auf Gott hingeordnet.
Die Heiligung ist kein Einzelgebot ntl. Ethik, sondern auch als Imperativ Wille und Berufung Gottes. Als unmittelbare Konsequenz der Rechtfertigung ist sie die Frucht der Befreiung von der Sünde. Somit zielt sie nicht moralisch oder kultisch auf eine selbstgemachte Absonderlichkeit. Stattdessen ist die Heiligung als evangelische Absonderung eine totale Bezogenheit auf Gott, ein profaner Gottesdienst der Alltäglichkeit und Leiblichkeit und dabei immer nonkonformistisch.

## Judentum
Die jüdische Tradition versteht „heilig“ auf verschiedene Weisen.
Das hebräische Wort קָדוֹשׁ qādōš hat im Tanach ausschließlich die Bedeutung „heilig“ und wird im Sinne des Abgesondertseins vom Profanen verstanden. Es wird von der Wurzel קדשׁ qdš „heilig sein“ abgeleitet. Die Heiligkeit wird dabei relational entwickelt: Während Gott per se heilig ist, wird die Heiligkeit von Menschen, Orten und Gegenständen von seiner Heiligkeit her interpretiert. Eine zentrale Bedeutung nimmt dabei das Heiligkeitsgesetz ein.

„Seid heilig, denn ich, der Herr, euer Gott, bin heilig“

Die Heiligkeit des Volkes Israel manifestiert sich in der Befolgung der Gebote Gottes.
Gelegentlich wird „rein“ als Synonym für „heilig“ gebraucht, jedoch bezeichnet das Reine in erster Linie das, was dem Heiligen entspricht, während „heilig“ Gott selbst bzw. das zu Gott Gehörige meint. Was טָמֵא ṭāmēʾ „unrein“ ist, darf nicht in Kontakt mit dem Heiligen treten, da es die Ordnung als Voraussetzung für die Nähe zu Gott stört und gefährdet. Dies gilt auch für die menschliche Sünde. Dennoch bedeutet Profanität keinen Makel.
Texte aus Qumran verweisen jeweils auf zwei Weisen der Heiligung: die Heiligung Gottes durch göttliche Machttaten und menschlichen Ehrerweis sowie die rituelle und ethische Heiligung des Menschen.
In der jüdischen Theologie des Mittelalters und der frühen Neuzeit spielt die Vorstellung eines profanen, dem Heiligen entgegengesetzten Bereichs keine Rolle. Erst als im 18. Jh. die Integration in die europäische Gesellschaft angestrebt wurde, bildete sich die Trennung zwischen Heiligem und Profanen heraus. In der jüdischen Aufklärung bildete sich die Trennung zwischen dem als profan angesehenen Bereich des Bösen und der Sünde und dem auf die Ausführung spezifischer jüdischer Riten beschränkten Heiligen heraus. Dies gilt bis heute als bestimmende Einstellung in verschiedenen jüdischen Strömungen, während ihr im modernen orthodoxen Judentum heftig widersprochen wird. Im orthodoxen Judentum herrscht der Begriff des בְּכָל־דְּרָכֶיךָ דָעֵהוּ bəḵål-dərāḵæḵā ḏāʿēhū „Auf all deinen Wegen erkenne nur ihn“ (Spr 3,6 ). Es findet in den traditionellen halachischen und kabbalistischen Vorstellungen seine Begründung
Jüdische Gebete, deren Bezeichnung von der Wurzel קדשׁ qdš abgeleitet ist, sind Kaddisch, Kiddusch und Keduscha, ein Teil des Achtzehnbittengebets.

## Christentum
In der Kirche bestand von Beginn an Einigkeit darüber, dass das Wort heilig selbst geheiligt ist, also Gott gehört.
Die Anerkennung der radikalen Unterscheidung zwischen Gott und Welt löst die Unterschiede von heilig und profan in der geschaffenen Ordnung auf: weil nur Gott heilig ist, ist seine Schöpfung weder heilig noch profan, sondern wesentlich gut, weil sie zur Ehre Gottes existiert. Obwohl alles innerhalb der Schöpfung durch die Macht des Bösen verdorben werden kann, bleibt Gottes Gnade mächtiger. Die Kategorien von heilig und profan werden so durch die Kategorien Sünde und Gnade transzendiert und aufgehoben.
Heiligkeit ist die Vollkommenheit, die Gott von der Welt unterscheidet, der der einzig wahre Gegenstand der Anbetung, Verehrung und Ehrfurcht ist (vgl. Trishagion). Dabei besteht eine tiefe Einheit von Heiligkeit und Gnade, da Gottes Heiligkeit Widerstand gegen allem, was der Liebe entgegensteht, erfordert. In Christus ist das wahrhaft Heilige wahrhaft profan geworden und hat damit das wahrhaft Profane wahrhaft heilig gemacht. Darauf folgt die drastische Umwertung aller Werte.
Die Schriften, die den Heiligen bezeugen, werden in ihrer Gesamtheit Heilige Schrift genannt, die Glaubensgemeinschaft, die nach diesem Zeugnis lebt, die heilige katholische (= allumfassende) Kirche. Der heilige Initiationsritus der Gemeinschaft ist die Heilige Taufe, die Erneuerung das Heilige Abendmahl. Diese Anwendungen des Begriffs haben gemeinsam, dass sie durch die freie göttliche Gnade heilig sind.
Die kreatürliche Heiligkeit bedeutet die Partizipation an der Heiligkeit Gottes, die durch die Heiligkeit Christi vermittelt ist. Der Heilige Geist fungiert als Band der Gemeinschaft.

### Katholische Kirche
Bereits in der Frühkirche ist die Vorstellung der Heiligkeit Gottes durch die Geschichte des Sanctus in der Liturgie und die päpstlichen bzw. konziliaren Texte belegt. Das Adjektiv heilig bzw. heiligst wird Gott, insb. der Trinität, selbstverständlich hinzugefügt. Insbesondere Gottes Heiligkeit im Können (potentia) und Wollen (voluntas) verselbstständigten sich: Bereits Augustin sah das Wollen Gottes als vollkommene Liebe zum Guten und darin moralisch als vollkommene Gutheit. Dies spiegelt sich auch in späteren Texten wider. So enthält die Summa theologica von Thomas von Aquin eine Quaestio zur bonitas Dei, nicht jedoch zur sanctitas Dei. Bis ins 16. Jh. hinein sind die Heiligkeit Gottes als seinshafte und sittliche Gutheit, die Heiligung der Menschheit Jesu durch seine Gottheit und die Heiligung des Sünders als Teil seiner Rechtfertigung Themen der systematischen Theologie.

### Römisch-katholische Theologie
Die nachtridentinischen Dogmatiken nehmen eine ähnliche Unterscheidung der ontischen, objektiven (seinshaften) und der formellen, subjektiven (sittlichen) Heiligkeit Gottes vor. Die sittliche Heiligkeit ist für Ludwig Ott die eigentliche Heiligkeit Gottes als Sündlosigkeit (impeccantia), bzw. als Unsündlichkeit (impeccabilitas). Beide kommen auch Christus zu, dessen menschliche Natur durch die gratia unionis substantiell und durch die gratia ssanctificans akzidentiell heilig ist.
Die Texte des zweiten Vatikanischen Konzils stellen mit der Kirche auch ihre Heiligkeit in den Vordergrund, die auf das Wirken des Heiligen Geistes zurückgeführt wird, dabei handelt es sich jedoch um eine unvollkommene Heiligkeit (vgl. eschatologisches „Noch-nicht“). Lumen Gentium Art. 39 bis 42 schwingen zwischen verschiedenen Heiligkeitsvorstellungen: Heiligkeit Gottes, Heiligkeit der von ihm erwählten Menschen, Heiligkeit der Kirche, Heiligkeit ihrer Glieder, geschenkte Heiligkeit des Gläubigen als des durch Jesus Christus gerechtfertigten Sünder und die durch Lebensgestaltung entfaltete Heiligkeit. Es wird zwischen empfangener und entfalteter Heiligkeit unterschieden. Obwohl die Heiligkeit der Kirche Gegenstand des Glaubens ist, kann sie im Selbstopfer Christi, im Martyrium seiner Jünger und durch die Heiligen geschaut werden. Dem Heiligen begegnet man allein im heiligen und heiligenden dreieinigen Gott. Dies vollzieht sich in der jetzigen heilsgeschichtlichen Situation in der Begegnung mit seiner geheiligten Kirche, die jedoch nicht exklusiv identisch mit der römisch-katholischen Kirche ist.
In den Heilig- bzw. Seligsprechungen erkennt die katholischen Kirche an, dass die Verstorbenen „die Tugenden heldenhaft geübt und in Treue zur Gnade Gottes gelebt haben“. Geläufige Abkürzungen sind in der Einzahl hl. und im Plural hll. (lateinisch Ss.).

### Evangelische Theologie
Martin Luther sieht die Heiligkeit Gottes in erster Linie als Tätigkeit des Heiligens (vgl. Lev 20,8 ). Der Titel „Heiliger Israels“ ging auf Christus über, der nun seinerseits durch den Heiligen Geist bzw. das Heilige Wort die Christen zu Heiligen macht.
In der späteren evangelischen Theologie verselbstständigte sich die Heiligung gegenüber der Rechtfertigung, dies war jedoch nicht in Luthers Sinne. Zwingli deutet die Heiligkeit Gottes von seiner Güte her. Gottes Gerechtigkeit bezeichnet er als „sakrosankt“. Calvin nutzt „Herrlichkeit“ als Synonym für Gottes Heiligkeit. In ihr sieht er das Aufleuchten seiner Gloria in seinen Geschöpfen.
Spätere lutherische wie reformierte Dogmatiken verengen Gottes Heiligkeit auf seine sittliche Vollkommenheit als Reinheit, betonen also ihren moralischen Aspekt. Infolgedessen verwirft Ritschl den atl. Heiligkeitsbegriff für das Christentum. Die Heiligkeit des christlichen Gottes wird seiner Liebe untergeordnet („heilige Liebe“). Barth nimmt die Heiligkeit Gottes unter Bezugnahme auf die „Vollkommenheit des göttlichen Liebens“ auf, kritisiert dabei jedoch Ritschl, indem er hervorhebt, dass Gott als „Heiliger Israels“ bereits im AT der sich zuwendende und erwählende Gott ist, nicht jedoch ein sich abwendender, abschreckender. Schlatter sieht die Heiligkeit Gottes als Bewegung der Selbstbereicherung. Sie schließe den ganzen Inhalt der Offenbarung ein. Althaus nimmt Ottos Heiligkeitsbegriff auf und sieht die Heiligkeit Gottes als Gottheit Gottes, die er auf seine Freiheit bezieht. Auch Tillich greift auf Otto zurück und behandelt die Heiligkeit im Zusammenhang mit Gott in Beziehung zu seiner Schöpfung. Obwohl die Heiligkeit „Gottes Gottheit in der ganzen Weite dessen, was sie ausmacht“ bedeutet, besitzt eine freie Bewegung vom Gott-an-sich weg über den Schöpfer und Gesetzgeber zum Offenbarer und Erlöser.
Tillich sieht die Heilige Kirche als Geistgemeinschaft, die in einer dialektischen Beziehung zu den gesellschaftlich verfassten Kirchen steht, nicht jedoch mit ihnen identisch ist. Diese Geistgemeinschaft ist deshalb heilig, weil sie durch den Glauben – manifestiert in dienender Liebe, Einigkeit und universalem missionarischen Eifer – an der Heiligkeit des göttlichen Lebens teilhat. Als unsichtbare geistliche Essenz der religiösen Gemeinschaften gibt sie ihnen Heiligkeit. Darin sieht er ein fragmentarisches Sichtbarwerden der biblischen Vision der heiligen Stadt ohne Tempel, aber mit Gott in ihrer Mitte.

## Ethnische Religionen
Auch in den ethnischen „Naturreligionen“ ist die Vorstellung von etwas Heiligem weit verbreitet: In den meisten Fällen ist die Trennung vom Alltäglichen wesentlich unschärfer als in den Hochreligionen, jegliche Handlungen können irgendeinen spirituellen Bezug haben – und damit heilig sein. Vielfach ist das ganze Leben Religion und durchdrungen von heiligen Handlungen, Objekten und Vorstellungen. Jeder Angehörige einer solchen Glaubensgemeinschaft kennt die zahlreichen Tabus, die mit heiligen Dingen verbunden sind, welche Rituale zur Aufrechterhaltung der kosmischen Harmonie notwendig sind und welche Folgen Verstöße gegen diese Normen auslösen sollen. Da praktisch alle ethnischen Religionen einen sehr engen Bezug zur Erde haben (Chthonismus), geht die Heiligung von Naturerscheinungen (Berge, Felsen, Wasserfälle, Quellen, Haine; Regen, Wind, Sonne, Mond; bestimmte Tiere oder Pflanzen) weltweit fast immer auf solche traditionellen Vorstellungen zurück. Alles Heilige war personifiziert oder beseelt, indem ihm eine menschenähnliche Seele, einen innewohnenden Geist, eine übernatürliche Lebenskraft u. Ä. zugeschrieben wurde.
Im schamanischen Religionstyp (u.a. Jäger und Sammler, Egalitäre Gesellschaften)  herrscht häufig ein Animismus vor, der praktisch alle Naturerscheinungen als beseelt bzw. von Geistern bewohnt ansieht. Daraus folgt oftmals eine mythisch-verwandtschaftliche Verbindung zu Tieren (u. a.) – den sogenannten Totems – denen als heilige Symbole eine wichtige Bedeutung für die Identitätsfindung zukommt.
Im kommunalen Religionstyp (u.a. Hirtenvölker, Häuptlingstümer) spielen vor allem heilige Kulte und Rituale eine Rolle.
Im olympischen Religionstyp (u.a. traditionelle Ackerbauern, Segmentäre Gesellschaften) sind Tempel, Schreine, Idole usw. heilig, die Göttern oder Geistern geweiht sind.

## Politik
Einzelne historische deutsche Verfassungen des Vormärz greifen auf den Begriff heilig zurück, um die Stellung des Monarchen im Staatsgefüge zu beschreiben, der einerseits durch die Verfassungen selbst als Staatsorgan definiert wird, andererseits überpolitischer Inbegriff des Staates selbst ist. So heißt es in der Bayerischen Verfassung von 1818 in Titel II, § 1 sowie in der Verfassung des Großherzogtums Hessen von 1820 in § 4 über den Monarchen in übereinstimmendem Wortlaut: „Seine Person ist heilig und unverletzlich.“

## Sonstiges
Auch das Bahaitum verwendet die adjektiven Begriffe „heilig“ und „heiligst“ in der Bezeichnung Heiligstes Buch. Im traditionellen Glauben der Timoresen steht der Begriff „lulik“ für „heilig“ oder „verboten“ und beinhaltet eine ganze eigene Philosophie.
Ein Vergehen gegen etwas „Heiliges“, speziell gegen ein „Heiligtum“, wird im christlichen Umfeld als „Sakrileg“ bezeichnet.